# آسمان سیاه
آسمان سیاه (اسپانیایی: Cielo negro‎) یک فیلم درام اسپانیایی است که در سال ۱۹۵۱ منتشر شد. از بازیگران آن می‌توان به فرناندو ری، رافائل باردم، و خوزه ایسبرت اشاره کرد.